# Свети Атанасий (Богомила)
Вижте пояснителната страница за други значения на Свети Атанасий.
„Свети Атанасий“ или Долната църква (на македонска литературна норма: „Свети Атанасиј“, Долната Црква) е възрожденска православна църква във велешкото село Богомила, централната част на Северна Македония. Храмът е част от Повардарската епархия на Македонската православна църква – Охридска архиепископия.

## Архитектура
Църквата е гробищен храм, разположен в източния край на селото. Построена е в 1837 година от Андон Китанов. В архитектурно отношение църквата представлява монументална трикорабна базилика с полукръгла апсида на изток. Градена е от кършен камък с двускатен покрив. Покритието днес е от керемиди, а оригиналното е от плочи. Затвореният трем на западната и отчасти на южната страна и камбанарията, над западния вход са изградени след 1929 година, съдейки по датирана фотография. Църквата има още един вход от юг и два полукръгли прозоречни отвора, а на север има един отвор повече.
Корабите във вътрешността на църквата са разделени с по пет масивни колони с декоративни капители. Колоните са свързани с пандатифи и арки. Таванът е равен, като този на централния кораб е по-висок от другите два. На западната страна има галерия – женска църква. Иконостасът е триделен. Олтарното пространство има полукръгла апсида и две плитки ниши за проскомидията и дяконикона.

## Стенописи
Вътрешността на храма е изписана в 1844 година от неизвестен зограф, който е и автор на живописта в „Света Богородица“ (1856) в съседното Бистрица, както и на по-голямата част от иконите в „Свети Атанасий“ в Теово. Стилът му на рисуване е наивен, изображенията на лицата са схематични. В първата зона на северната страна от запад на изток в отделни правоъгълни полета са изписани в цял ръст Константин и Елена между Честния кръст, архидякон Стефан с модел на куполен храм в дясната ръка и кандило в лявата. До стенописа е изписана годината 1844. Следва Свети Пантелеймон с лекарски инструменти и на края е Светата Троица - Бог Отец носи жезъл в ръка, Исус Христос благославя с една ръка, а между тях е Вселената с Голготския кръст над нея, на който е гълъбът Свети дух. Във втората зона, светителите, изобразени в цял ръст са разделени с правоъгълни кръгли колонки, свързани с арки помежду си. Изобразени са архиереите Григорий Богослов, Йоан Златоуст и Василий Велики, след това Свети Игнатий между лъвове, като отново е изписана годината 1844. Следва Света Петка с отсечената глава и дълъг кръст в лявата ръка и броеници в дясната. На края е Свети Спиридон.
В олтарното пространство, в първата зона е изобразено Причастието на апостолите, в конхата е изписана Света Богородица Ширшая Небес с кръгъл медальон с благославящ с двете ръце Христос Емануил на гърдите, а в проскомидията е представен Мъртвият Христос. На южната страна, от изток на запад, в първата зона са Света Неделя и Света Екатерина с големи мъченически кръстове в ръце и корони на главите. Във втората зона, по същия насин са изобразени в архиерейски одежди Свети Николай и Свети Атанасий с евангелия в ръце. Следват композициите „Възнесение Илиево“ и мъченичеството на Свети Георги Янински. На запад, на оградата на галерията е изписано „Успението на Богородица“, а в централния свод, в елипсовидна рамка е допоясното изображение на Исус Христос, благославящ с две ръце.

## Иконопис от ΧΙΧ век
Иконостасът е монументален, триделен и завършва с Голям кръст с Разпятието на змиевидна подложка с придружаващи икони на Света Богородица и Свети Йоан. Иконостасът не е резбован и е изписан с флорални мотиви. Авторите на иконите са няколко. Най-забележителни са зографите Михаил Анагност и синът му Николай Михайлов, които работят в храма в 1848 година. Престолната икона на Свети Димитър е подписана „χείρ Μιχαιλ και Νικολάꙋ γιꙋ Μ׃ τών ζωγράφον εκ Κρꙋσoβο 1848“. На престолната икона на свети Харалампий има дарителски надпис „Διά έξοδꙋ δꙋλꙋ Κυρίꙋ Ναꙋμ 1843“, също дело на Михаил и Николай и от това може да се заключи, че те работят в храма между 1843 и 1848 г. Тяхно дело са четирите престолни икони – на Свети Димитър, Свети Георги на кон, Свети Харалампий и Архангел Михаил, както и 28 празнични на втория ред и апостолски икони на третия ред на иконостаса.
В изписването на иконостасните икони в 1883 – 1884 година участва и Димитър Андонов Папрадишки, който изработва четири престолни икони – „Исус Христос“, (81 х 54, 5 х 2, 5 см), със сигнатура „6 юли 1883 отъ руки зуграфъ Димо Андоновъ от Папрадища“, „Свети Йоан Предтеча“, 1883, (79 х 54, 5 х 3 cm) без сигнатура, „Богородица с Христос“, 1883, (82 х 55 х 2,5 cm), без сигнатура, „Св. св. Петър и Павел“, 1884, (80 х 54,5 х 3 cm), със сигнатура „1884 февруари 17“. Папрадишки е автор и на една отделна икона с изображение на Тайната вечеря – 1938, (96 х 82,7 х 0,5), със сигнатура: „Прилаже Сава Ђокић, лекар са супругом Вером 1938 год. 21 априла“.
Част от престолните икони в храма са дело на неизвестен местен зограф от XIX век, който не притежава художествените качества на крушевските зографи и Димитър Папрадишки. Негови са царските двери с Благовещението и пророците Давид и Соломон, иконата на Свети Атанасий, Архангел Гавриил от южната врата и архидякон Стефан от северната, задпрестолното разпятие с придружаващите икони на Богородица и Свети Йоан и надиконостасният кръст с разпятието с придружавашите икони на Богородица и Свети Йоан, както и допоясното изображение на Исус Христос.
Дело на местен майстор от ΧΙΧ век е и престолната икона на Свети Николай, която е заменила пострадалата при пожар оригинална. Група от неиконостасните икони – „Исус Христос“ (64 х 49, 5 х 2,5); „Богородица с Христос“ (63,5 х 50,5 х 2), „Свети Атанасий“ (65 х 49 х 2), се приписват на Кръсте Зограф от Велес. Тези икони съставляват смислово единство и най-вероятно са от иконостас на храм, посветен на Свети Атанасий. На Георги Зографски принадлежат две икони в храма – на Свети Василий Велики (35 х 18, надписана „Ђ. Зографски, Велес, 1924“) и на Света Параскева (51 х 40,5, надписана „Велес, 1925“, „Прилажу Васа и Васил Василевић из Прилепа“). Иконата на Света Богородица (42,5 х 30 х 2) е изписана от зографа Димитрие Дуко Кович в 1846 година. От останалите недатирани и неподписани икони две са на един автор – „Исус Христос“ (41 х 31 х 2) и „Плащеница с Христовото Оплакване“ (68 х 79). Отделни икони от ΧΙΧ век са тази на Светите братя Кирил и Методий, на апостолите Петър и Павел (81 х 60 х 3), на Свети Димитър (84 х 56 х 2,5), на Свети Атанасий (63,5 х 46 х 2,5), Свети Николай (28,5 х 21 х 2) и една руска икона на Слизането в ада (50 х 40 х 2).

## Иконопис от XVI – XVII век
В храма се пазят и няколко изключително ценни образци на църковната иконопис от XVI – XVII век, които говорят за наличието на по-стар църковен обект, предхождащ днешния храм.
Най-забележителни творби от периода са двата чифта царски двери. Първият чифт е цялосто изписан без употреба на резба. В горния край са полукръгло скроени. В правоъгълната част е сцената Благовещение, като долната част е повредена. В полукръглата част са пророците Давид и Соломон. Художествените характеристики на изображенията говорят за опитен зограф от средата на XVI век, който обаче не може да бъде присъединен към вече определените художествени школи от периода. Сходни са дверите в „Свети Власий“ в Лъжани и тези в Полошкия манастир.
- Архангел Гавриил, детайл от царските двери от XVI век
- Пророк Соломон, детайл от царските двери от XVII век
- Икона на Исус Христос, XVII век
- Икона на Света Богородица Одигитрия, XVII век
- Икона на Свети Стефан, XVII век
- Икона на Свети Стефан, XVII век, дарителски надпис

Вторите царски двери също са цялостно изписани, но е запазено само южното крило и то е силно повредено – различава се фигурата на Богородица от подписаната сцена Благовещение и над нея също подписан образът на пророк Соломон. От северното крило са запазени снимки. То също е силно повредено, като се различава фигурата на Архангел Гавриил и части от дрехата на пророк Давид над него. Според художествените характеристики дверите се датират в началото на XVII век. Към иконостаса, на който са дверите от XVII век, принадлежат престолните икони на Исус Христос (66 х 45 х 2,5) – монументално допоясно изображение, и на Света Богородица Одигитрия с Христос (60 х 42 х 2,8). Освен тях към този иконостас принадлежат иконите на Свети Петър (29 х 16 х 1), Света Неделя (28,5 х 18 х 1,5), Свети Меркурий убива Юлиан Апостат (48 х 29 х 2,5), Възнесение Илиево (47 х 31 х 3), Света Петка (55 х 34 х 3), Свети Димитър (58 х 38 х 3) и Свети Атанасий (96 х 54,5 х 2,5).
Иконите „Въведение Богородично“, „Свети Георги“ (на гърба на „Въведение Богородично“) и „Свети Стефан“, надписана и датирана „Пав/ле Ва/ле/то 1695“, са с по-ниско качество и се датират във втората половина на XVII век.
Наличието на патронна икона на Свети Илия може би говори, че единият иконостас е пренесен от другата запазена църква в Богомила – „Свети Илия“ (Горната църква), която според местни сведения е по-старият храм в селото.